# Torran Rocks
Torran Rocks är en grupp småöar och skär i Storbritannien.   De ligger i kommunen Argyll and Bute och riksdelen Skottland. 